# Турильче (гміна)
Гміна Турильче (пол. Gmina Turylcze) — колишня сільська гміна, яка входила до Борщівського повіту Тернопільського воєводства ІІ Речі Посполитої. Адміністративним центром гміни було село Турильче.
Гміна утворена 1 серпня 1934 року на підставі нового закону про самоуправління (23 березня 1933 року). Гміну створено на основі попередніх гмін: Турильче, Бережанка, Гуштинка, Іванків, Підпилип'я, Слобідка-Турильчицька, Трійця, Вербівка, Залуччя.
Площа гміни — 76,82 км²
Кількість житлових будинків — 1577
Кількість мешканців — 7112
У 1939 році з приходом радянської влади, була скасована.